# جکی دی‌شنن
جکی دی‌شنن (انگلیسی: Jackie DeShannon؛ زادهٔ ۲۱ اوت ۱۹۴۱) خواننده-ترانه‌پرداز، موسیقی‌دان و پخش همگانی اهل ایالات متحده آمریکا است.